# Odprto prvenstvo Francije 2002
Odprto prvenstvo Francije 2002 je teniški turnir za Grand Slam, ki je med 27. majem in 10. junijem 2002 potekal v Parizu.

## Moški posamično
Albert Costa :  Juan Carlos Ferrero, 6–1, 6–0, 4–6, 6–3 

## Ženske posamično
Serena Williams :  Venus Williams, 7–5, 6–3

## Moške dvojice
Paul Haarhuis /  Jevgenij Kafelnikov :  Mark Knowles /  Daniel Nestor, 7–5, 6–4

## Ženske  dvojice
Virginia Ruano Pascual /  Paola Suárez :  Lisa Raymond /  Rennae Stubbs, 6–4, 6–2

## Mešane dvojice
Cara Black /  Wayne Black :  Jelena Bovina /  Mark Knowles, 6–3, 6–3